# Mene-Jordaanvallei
De Mene-Jordaanvallei is een natuurgebied in België gelegen tussen Meldert en Hoksem en gevormd door de Menebeek en de Jordaan.

## Gebied
Het gebied, bestaande uit graslanden en kleine bosjes, ligt in een vallei waarbij de bodem bestaat uit witte kalkzandsteen. 

## Fauna en flora

### Fauna
- Zoogdieren: das
- Vogels: grauwe klauwier, kiekendief, geelgors, grauwe gors
- Reptielen: ringslang

### Flora
meiorchis, bijenorchis, hondskruid, bosorchis, moeraszoutgras, paddenrus, marjolein, donderkruid, beemdkroon, kruipend stalkruid, graslathyrus, bosrank